# Marquesado de Paterna del Campo
El marquesado de Paterna del Campo es un título nobiliario español creado por Carlos II en 1694 a Antonio de Federigui y Solís, hijo del I señor de Paterna del Campo, de la Casa de Federigui. Su nombre se refiere al municipio andaluz de Paterna del Campo, en la provincia de Huelva.

## Señores de Paterna del Campo
- Luis Federigui y Fantoni, I señor de Paterna del Campo, caballero de Calatrava en 1634, contrajo matrimonio con Francisca de Solís y Cerón. Fueron los padres del primer marqués.[1]

## Marqueses de Paterna del Campo
- Antonio de Federigui y Solís, I marqués de Paterna del Campo.[1][2]

- José Federigui y Jacome, II marqués de Paterna del Campo.

- Antonio Federigui y Tello de Guzmán, III marqués de Paterna del Campo.

- José Federigui y Guzmán, IV marqués de Paterna del Campo.

- María Josefa Federigui y Tovar, V marquesa de Paterna del Campo. (Córdoba 18 de abril de 1784-Sevilla, 27 de mayo de 1851). Contrajo matrimonio el 19 de abril de 1804 con José Juan de Dios de Várgas-Zúñiga Sotomayor y Arjona, caballero de Alcántara.[1][2] Le sucedió su hijo.

- José de Vargas-Zúñiga y Federigui (m. 29 de diciembre de 1866), VI marqués de Paterna del Campo. Le sucedió su hermano.[2]

- Antonio de Vargas-Zúñiga y Federigui, VII marqués de Paterna del Campo[2][3] Sucedió a su hermano en 1867.[2]

- María Josefa de Vargas-Zúñiga y Vargas de Zúñiga, VIII marquesa de Paterna del Campo en 1901.[2]

- Isabel Sánchez-Arjona y Vargas-Zúñiga (m. 24 de enero de 1950), IX marquesa de Paterna del Campo en 1921. Se casó con Vicente Sánchez-Arjona y Sánchez-Arjona.[2]

- José María Martínez Sánchez-Arjona, X marqués de Paterna del Campo[4] Contrajo matrimonio con Gloria Samper Vayá.[2]

- Rodrigo Martínez y Sánchez-Arjona, XI marqués de Paterna del Campo[5]